# Alfred Hagelstein
Alfred Hagelstein (* 19. August 1897 in Lübeck-Travemünde; † 10. August 1956 in Hamburg) war ein deutscher Unternehmer und Politiker (CDU). Er war Mitglied des Landtags von Schleswig-Holstein sowie Senator und Mitglied der Bürgerschaft der Hansestadt Lübeck.

## Leben und Beruf
Nach der Volksschule machte Hagelstein eine Schlosserlehre und wurde später Maschinenbaumeister. Er gründete 1919 in Lübeck-Travemünde am Fischereihafen seine eigene Maschinenfabrik HATRA mit einem Werftbetrieb, der Hagelstein-Werft. Während der NS-Zeit wurde für die Produktion der Maschinenfabrik ein Arbeitslager (Auf dem Baggersand) für ukrainische Zwangsarbeiter für 50 Personen errichtet. 1949 erwarb die HATRA zur Diversifizierung von dem Walzenhersteller Kemna in Breslau eine Lizenz zur Fertigung von Walzen für den Straßenbau. Später kamen Frontlader aus eigener Konstruktion hinzu, die in den 1960er Jahren als Feldarbeitsgerät auch bei der Bundeswehr zum Einsatz kamen. Nach dem Tod von Senator Hagelstein führte sein Sohn Hans die Firma bis 1972/73 fort. Dann wurden die Produktion und der Werftbetrieb eingestellt.

## Politik
Danker und Lehmann-Himmel charakterisieren ihn, der nicht der NSDAP angehört hatte, in ihrer Studie über das Verhalten und die Einstellungen der Schleswig-Holsteinischen Landtagsabgeordneten und Regierungsmitglieder der Nachkriegszeit in der NS-Zeit als „angepasst-ambivalent“.
Bei den ersten schleswig-holsteinischen Landtagswahlen im Jahr 1947 wurde er über die Landesliste der CDU in den Landtag gewählt, dem er vom 8. Mai 1947 bis zum 31. Mai 1950 angehörte.
Hagelstein wurde bei der Kommunalwahl 1948 als CDU-Direktkandidat in die Lübecker Bürgerschaft gewählt. Bei der folgenden Wahl 1951 traten CDU, FDP und Deutsche Partei mit einer gemeinsamen Wahlliste an, der „Wahlgemeinschaft Lübeck der Einheimischen und Vertriebenen“ (WGL), über die Hagelstein wiedergewählt wurde. Bei der Wahl 1955 wurde er wieder als CDU-Kandidat in die Bürgerschaft gewählt, der er also vom 24. Oktober 1948 bis zu seinem Tod am 10. August 1956 angehörte. Hagelstein war zeitweise Lübecker Senator für die Finanzverwaltung und stellvertretender Bürgermeister.
Von 1949 bis 1956 gehörte er dem Aufsichtsrat der Schiffshypothekenbank zu Lübeck an.

## Literatur

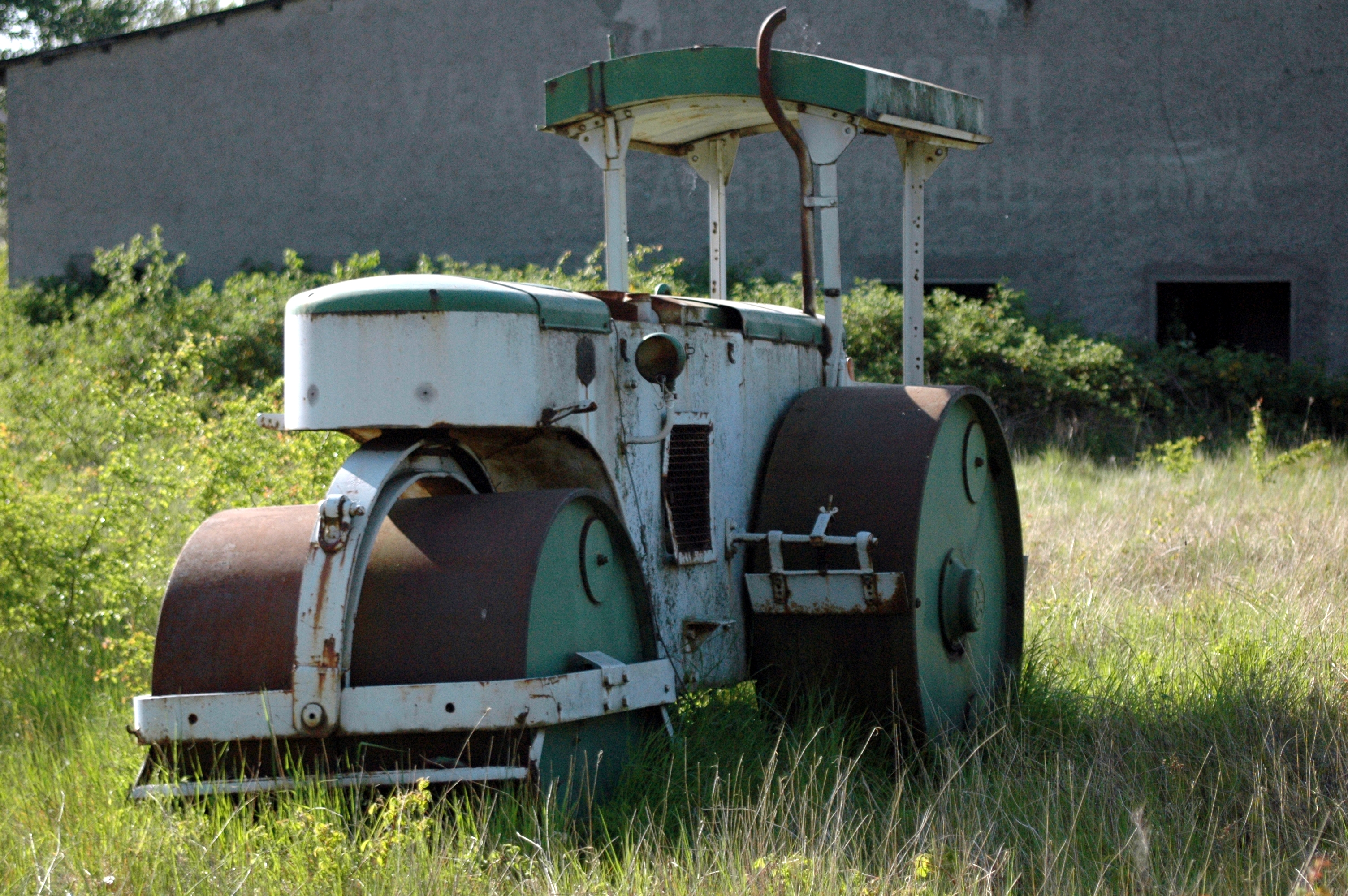
Straßenwalze Kemna-Hatra Typ Gigant Rehna